# Alina Kozich
Alina Kozich (em ucraniano:  Алина Козич; Kiev, 16 de dezembro de 1987) é uma ex-ginasta ucraniana que competiu em provas de ginástica artística.
Fez parte da equipe ucraniana que disputou os Jogos Olímpicos de 2004 em Atenas. Ela também fez parte da equipe que disputou os Jogos Olímpicos de 2008 em Pequim, mas sua equipe não se classificou para final. Em 2009, competiu pelo Uzbequistão e depois se retirou das competições.

## Carreira
Kozich começou a ginástica aos 5 anos. Ela ganhou destaque aos 13 anos, quando ela venceu o individual geral no Festival Olímpico Europeu da Juventude de 2001 em Múrcia, Espanha. Ela continuou com bom desempenho conquistando uma medalha de ouro nas barras assimétricas e terminou na quarta posição no Campeonato Europeu Júnior de 2002 em Patras, Grécia.

### 2003–04
Em 2003, Kozich passou a disputar competições no nível sênior. No Campeonato Mundial de 2003, ela terminou na oitava posição no individual geral, e a equipe ucraniana ficou na 7.ª posição, classificando-se para a competição por equipes nos Jogos Olímpicos de Verão de 2004.
O ano olímpico começou bem para Kozich, com uma vitória de destaque no individual geral no Campeonato Europeu de 2004, onde ela derrotou Daniela Șofronie da Romênia por uma pequena diferença de pontos. Ela foi a primeira ucraniana a conquistar esse título desde Lilia Podkopayeva em 1996 e se juntou a uma lista de compatriotas mais velhas, como Tatiana Gutsu e Ludmilla Tourischeva. Frequentemente, a campeã europeia do individual geral em um ano olímpico conquistava o título olímpico (esse foi o caso em 1976, 1992 e 1996), então as expectativas para Kozich eram altas em Atenas.
Nos Jogos Olímpicos, Kozich ajudou a equipe ucraniana a terminar na quarta posição, o melhor resultado olímpico de todos os tempos. Na final por equipes, ela obteve a maior pontuação geral entre todas as ginastas, incluindo Carly Patterson e Svetlana Khorkina, que ficaram em primeiro e segundo lugar na final do individual geral, respectivamente. No entanto, na final do individual geral, Kozich teve grandes problemas na trave, com uma grande desequilíbrio em um de seus elementos mais simples e depois em sua aterrissagem, e ficou na 11.ª posição. Na final do solo, ela caiu em seu primeiro exercício e ficou em oitava.

### 2005–08
Kozich não chegou a nenhuma final individual no Campeonato Mundial de 2005 em Melbourne nem no Campeonato Europeu de 2006 na Grécia, mas ganhou uma medalha de prata no solo no Grand Prix de Glasgow de 2005 e ajudou a equipe ucraniana a terminar em quinto lugar no Campeonato Europeu de 2006. No final de 2006, ela começou a recuperar a forma que lhe valeu o título europeu de 2004, ficando na 13.ª posição na final do individual geral do Campeonato Mundial de 2006 em Aarhus, na Dinamarca. Ela também ajudou a equipe ucraniana a terminar em quinto na final da equipe.
Kozich conquistou várias medalhas nos eventos da Copa do Mundo em 2007 e solidificou seu retorno com medalhas de bronze no individual geral e no solo no Campeonato Europeu de 2007 em Amsterdã, com a italiana Vanessa Ferrari conquistando os dois títulos.
Ela fez sua segunda participação olímpica em 2008 e competiu nos quatro aparelhos na fase de qualificação, tentando chegar à final do individual geral. No entanto, após duas quedas nas barras assimétricas e no solo, ela terminou na 45.ª posição e não avançou para as finais.
Após as Olimpíadas de 2008, Kozich começou a competir pelo Uzbequistão, mas continuou a treinar em sua academia na Ucrânia, com outro treinador.

### Aposentadoria
No final de 2009, Kozich anunciou que havia se aposentado como ginasta. Tornou-se coreógrafa oficial da equipe de ginástica feminina japonesa e esteve presente como treinadora no Campeonato Mundial de 2010 em Roterdã.